# Sheila Queralt Estevez
Sheila Queralt Estevez (Balaguer, 1987) es una lingüista forense española. Es investigadora y profesora colaboradora en distintas universidades nacionales e internacionales. Es autora de diversos libros y artículos científicos sobre su especialidad.

## Trayectoria
En 2010 obtuvo una licenciatura en Traducción e Interpretación y otra en Lingüística Aplicada y un título propio en Mediación Lingüística. Tiene siete másteres y dos posgrados todos ellos relacionados con la lingüística, las ciencias forenses y la estadística. En 2015 obtuvo el doctorado con la distinción cum laude con la tesis «Estudio piloto para la evaluación de evidencias lingüísticas en la comparación forense de textos mediante distribuciones poblacionales y relaciones de verosimilitudes» dirigida por la Dra. Núria Bel Rafecas de la Universidad Pompeu Fabra y el Dr. Lawrence M. Solan de Brooklyn Law School.
Sheila Queralt es una reconocida experta en lingüística forense y apuesta por la consolidación de la lingüística forense en el mundo hispanohablante, tanto por lo que concierne a su práctica profesional como académica. Sus líneas de investigación se centran en el desarrollo metodológico de los análisis de texto relacionados con los análisis de autoría, los perfiles lingüísticos, el análisis del discurso, la interpretación de cláusulas o la detección de plagio. En 2017 fundó el Laboratorio SQ-Lingüistas Forenses con sede en Barcelona donde ejerce como perito en lingüística forense.
Su trayectoria profesional ha servido de inspiración como personaje para Cokoon Games, que la hilizó para el juego Tzuki’s Plan B en 2021 y para el escritor Alexis Díaz-Pimienta que la incluyó en su novela Sangre (2021).
En 2023 la Sociedad Española de Criminología y Ciencias Forenses le otorgó la Insignia de Plata y volvió a repetir como finalista para el Premio Archiletras por su desempeño profesional. En 2022 fue finalista del premio Archiletras por su desempeño profesional y candidata al Premio Princesa de Girona en la categoría Artes y Letras. En 2021 junto a Roser Giménez obtuvo el premio Vidocq-QdC de la Sociedad Española de Criminología y Ciencias Forenses, también recibió el Premio Europeo de Tecnología e Innovación 2021 como miembro del equipo del blog Criminal Fact y fue candidata al Premio Princesa de Girona en la categoría Investigación Científica 2021. En 2020 fue candidata a las Top100 2020 en la categoría de profesionales y líderes independientes y mentora del equipo ganador de la II National Cyber League organizada por la Guardia Civil. En 2019 junto a Selva Orejón ganaron la charla en el CFP ConPilar19 del Congreso de Ciberseguridad de Zaragoza. En 2015 la International Association of Forensic Linguists le otorgó el Maria Teresa Turell Award.
Como investigadora es miembro de distintas asociaciones nacionales e internacionales entre las que destaca la International Association of Forensic and Legal Linguistics (hasta 2021, International Association of Forensic Linguists) de la que forma parte activa desde hace más de una década y actualmente como tesorera hasta 2023. Forma parte de distintas bases de datos de mujeres investigadoras desde 2018 como son la Base de datos de mujeres investigadoras y tecnólogas y 500 Women Scientists. Además, desde 2020 colabora con distintas asociaciones como perito en lingüística forense para combatir el acoso y ayudar en casos de desapariciones.
Desde el 2022 es evaluadora externa de proyectos para European Cooperation in Science and Technology (COST Actions) y desde 2021 forma parte del comité de expertos de la Agencia Estatal de Investigación del Ministerio de Ciencia e Innovación y del Consejo Consultivo Internacional del Gabinete de Lingüística Forense de la Universidad Nacional Mayor de San Marcos (Perú). En 2020 participó como experta en el Diccionari sobre termes de l’àmbit del consentiment i el consens sexual del Termcat.

## Divulgación
Queralt tiene un compromiso activo con la divulgación de la lingüística forense y se refleja en sus numerosas apariciones en los medios de comunicación, tanto convencionales como digitales. Queralt ha salido del ámbito científico y académico y, por ese motivo, semanalmente publica en su blog Por la Boca Muere el Malo en Archiletras y desde el 2022 colabora mensualmente en el programa de televisión Sense Control del Grup 4 con la sección Delatats pel Llenguatge. Durante el verano de 2022 también tubo una sección titulada No te vayas de la lengua en el programa de radio La Noche de COPE.  Ha publicado distintas obras divulgativas como son Lingüistas de hoy (coordinadora, 2023), Estafas Amorosas (2022), Atrapados por la lengua. 50 casos resueltos por la lingüística forense (2020) y Decálogo para solicitar una pericial lingüística (2019), algunas de las cuales han sido traducidas a varios idiomas. En 2023 se adaptaron y se lanzaron dos de sus obras para Latinoamérica (Estafas Amorosas y Atrapados por la lengua). 
1. 2023: Lingüistas de hoy. Profesiones para el sXXI. (coordinadora) Colección Lingüística. Editorial Síntesis. Madrid. ISBN: 9788413572499
2. 2022: Estafas amorosas. El donjuán seduce, convence y manipula. Editorial Larousse. Barcelona.  ISBN: 978-84-19250-17-9
3. 2020: Atrapados por la lengua. 50 casos resueltos por la lingüística forense. Editorial Larousse. Barcelona. ISBN-13: 978-8418100178
  1. Traducido al portugués: Pegos pela língua. 50 casos resolvidos pela linguística forense (2021). Editora Sete Autores
4. 2019: Junto a R.Giménez Soy lingüista, lingüista forense. Licencia para analizar tus palabras. Editorial Pie de Página, colección Tinta Roja. Madrid. ISBN 978-84-948310-9-6
5. 2019: Decálogo para solicitar una pericial lingüística. Editorial Pie de Página, colección Tinta Roja. Madrid. ISBN 978-84-946688-5-2
  1. Traducido al inglés en 2019: Decalogue for requesting a linguistics expert report
  2. Traducido al portugués en 2021: Decálogo para solicitar uma perícia linguística
6. 2019: Junto a E. Garayzábal y M. Reigosa Fundamentos de la Lingüística Forense. Colección Lingüística. Editorial Síntesis. Madrid. ISBN:9788491714262